# Johannes van Chinon
Johannes van Chinon of Johannes van Moûtier, een van de vele heiligen genaamd Sint Jan, was afkomstig uit Bretagne. Hij was priester en leefde in de 6e eeuw. 
Hij heeft zijn feestdag op 27 juni in de Oosters-orthodoxe kerken en de Rooms-Katholieke Kerk.

## Legende en traditie
Volgens de traditionele overlevering zou Jan zijn kluizenaarsverblijf hebben gemaakt in een grot die de stad Chinon overzag. Hij had er de beschikking over een kloostercel, een  oratorium en een tuintje met een boomgaard. Het was hier dat hij bezoek kreeg van de heilige Radegundis, die uit Tours kwam waar zij de graftombe van Sint Maarten verering had gebracht. De heilige koningin richtte daarop haar blik op het gebied van Saix waar zij van plan was een hospitium te stichten. Deze plaats bestaat nog steeds als de Sint-Radegundiskapel (Chinon). Er stonden in die tijd laurierbomen.

## Bron
- Gregorius van Tours, Liber in gloria confessorum 23 (= MGH SS rer. Merov., I.2, pp. 312-313).